# Prošćansko Jezero
Prošćansko Jezero är en sjö i Kroatien.   Den ligger i länet Lika, i den centrala delen av landet, 110 km söder om huvudstaden Zagreb. Prošćansko Jezero ligger 640 meter över havet. Arean är 0,44 kvadratkilometer. I omgivningarna runt Prošćansko Jezero växer i huvudsak lövfällande lövskog. Den sträcker sig 1,9 kilometer i nord-sydlig riktning, och 0,7 kilometer i öst-västlig riktning.